# Мульшур
Мульшу́р (рос. Мульшур) — присілок у складі Увинського району Удмуртії, Росія.

## Населення
Населення — 174 особи (2010; 191 в 2002).
Національний склад станом на 2002 рік:
- удмурти — 91 %

## Урбаноніми[3]
- вулиці — Зарічна, Клубна, Механізаторів, Нова, Ставкова, Центральна, Шкільна